# Nymphon brevicaudatum
Nymphon brevicaudatum är en havsspindelart som beskrevs av Miers, E.J. 1875. Nymphon brevicaudatum ingår i släktet Nymphon och familjen Nymphonidae. Inga underarter finns listade i Catalogue of Life.